# Censo nicaragüense de 1906
El Censo de Población de Nicaragua de 1906 (o más conocido también como Censo de 1906) fue un censo de población que se realizó en Nicaragua el 1 de julio de 1906. Históricamente, este fue el primer censo de población en toda la historia de Nicaragua.
Los resultados oficiales del censo mostraron que Nicaragua tenía un población de 501 849 habitantes para el año 1906 y una densidad poblacional de 4,2 hab/km².

## Resultados

### Resultados por departamento
| Población censada de Nicaragua por departamento en 1906 | Población censada de Nicaragua por departamento en 1906 | Población censada de Nicaragua por departamento en 1906 |
| Puesto                                                  | Departamento                                            | Censo de 1906                                           |
| ------------------------------------------------------- | ------------------------------------------------------- | ------------------------------------------------------- |
| 1.º                                                     | León                                                    | 90 237                                                  |
| 2.º                                                     | Managua                                                 | 48 204                                                  |
| 3.º                                                     | Matagalpa                                               | 44 290                                                  |
| 4.º                                                     | Chinandega                                              | 35 722                                                  |
| 5.º                                                     | Zelaya                                                  | 33 849                                                  |
| 6.º                                                     | Masaya                                                  | 33 599                                                  |
| 7.º                                                     | Granada                                                 | 28 093                                                  |
| 8.º                                                     | Carazo                                                  | 27 110                                                  |
| 9.º                                                     | Boaco                                                   | 26 737                                                  |
| 10.º                                                    | Chontales                                               | 26 214                                                  |
| 11.º                                                    | Rivas                                                   | 25 549                                                  |
| 12.º                                                    | Estelí                                                  | 23 355                                                  |
| 13.º                                                    | Jinotega                                                | 21 979                                                  |
| 14.º                                                    | Madriz                                                  | 19 490                                                  |
| 15.º                                                    | Nueva Segovia                                           | 13 251                                                  |
| 16.º                                                    | Río San Juan                                            | 4 173                                                   |
| Total                                                   | Nicaragua                                               | 501 849                                                 |

### Resultados por municipio
| Población de los Municipios de Nicaragua para el año 1906 | Población de los Municipios de Nicaragua para el año 1906 | Población de los Municipios de Nicaragua para el año 1906 | Población de los Municipios de Nicaragua para el año 1906 | Población de los Municipios de Nicaragua para el año 1906 | Población de los Municipios de Nicaragua para el año 1906 | Población de los Municipios de Nicaragua para el año 1906 | Población de los Municipios de Nicaragua para el año 1906 |
| Puesto                                                    | Municipio                                                 | Habitantes en 1906                                        | Ubicado en el departamento de                             | Puesto                                                    | Municipio                                                 | Habitantes en 1906                                        | Ubicado en el departamento de                             |
| --------------------------------------------------------- | --------------------------------------------------------- | --------------------------------------------------------- | --------------------------------------------------------- | --------------------------------------------------------- | --------------------------------------------------------- | --------------------------------------------------------- | --------------------------------------------------------- |
| 1.º                                                       | León                                                      | 57 355                                                    | León                                                      | 64.º                                                      | El Jicaral                                                | 2 197                                                     | León                                                      |
| 2.º                                                       | Managua                                                   | 38 662                                                    | Managua                                                   | 65.º                                                      | Matiguás                                                  | 2 100                                                     | Matagalpa                                                 |
| 3.º                                                       | Granada                                                   | 16 313                                                    | Granada                                                   | 66.º                                                      | San Jorge                                                 | 2 084                                                     | Rivas                                                     |
| 4.º                                                       | Matagalpa                                                 | 15 749                                                    | Matagalpa                                                 | 67.º                                                      | Esquipulas                                                | 2 073                                                     | Matagalpa                                                 |
| 5.º                                                       | Jinotega                                                  | 13 787                                                    | Jinotega                                                  | 68.º                                                      | Potosí                                                    | 2 054                                                     | Rivas                                                     |
| 6.º                                                       | Masaya                                                    | 13 023                                                    | Masaya                                                    | 69.º                                                      | San Pedro de Lóvago                                       | 2 032                                                     | Chontales                                                 |
| 7.º                                                       | Chinandega                                                | 10 126                                                    | Chinandega                                                | 70.º                                                      | Quezalguaque                                              | 1 977                                                     | León                                                      |
| 8.º                                                       | Boaco                                                     | 9 027                                                     | Boaco                                                     | 71.º                                                      | San Juan de Limay                                         | 1 972                                                     | Estelí                                                    |
| 9.º                                                       | Rivas                                                     | 8 835                                                     | Rivas                                                     | 72.º                                                      | San José de los Remates                                   | 1 963                                                     | Boaco                                                     |
| 10.º                                                      | Jinotepe                                                  | 8 754                                                     | Carazo                                                    | 73.º                                                      | San Dionisio                                              | 1 957                                                     | Matagalpa                                                 |
| 11.º                                                      | Diriamba                                                  | 8 622                                                     | Carazo                                                    | 74.º                                                      | San José de Cusmapa                                       | 1 939                                                     | Madriz                                                    |
| 12.º                                                      | Ciudad Darío                                              | 8 279                                                     | Matagalpa                                                 | 75.º                                                      | Diriá                                                     | 1 820                                                     | Granada                                                   |
| 13.º                                                      | Estelí                                                    | 8 271                                                     | Estelí                                                    | 76.º                                                      | Waspán                                                    | 1 815                                                     | Zelaya                                                    |
| 14.º                                                      | Bluefields                                                | 8 113                                                     | Zelaya                                                    | 77.º                                                      | Tisma                                                     | 1 800                                                     | Masaya                                                    |
| 15.º                                                      | Prinzapolka                                               | 7 886                                                     | Zelaya                                                    | 78.º                                                      | Santa Lucía                                               | 1 754                                                     | Boaco                                                     |
| 16.º                                                      | La Paz Centro                                             | 7 875                                                     | León                                                      | 79.º                                                      | Santo Domingo                                             | 1 615                                                     | Chontales                                                 |
| 17.º                                                      | Juigalpa                                                  | 7 477                                                     | Chontales                                                 | 80.º                                                      | Achuapa                                                   | 1 596                                                     | León                                                      |
| 18.º                                                      | El Viejo                                                  | 6 616                                                     | Chinandega                                                | 81.º                                                      | Sébaco                                                    | 1 568                                                     | Matagalpa                                                 |
| 19.º                                                      | Camoapa                                                   | 5 810                                                     | Boaco                                                     | 82.º                                                      | Quilalí                                                   | 1 560                                                     | Nueva Segovia                                             |
| 20.º                                                      | Nandaime                                                  | 5 779                                                     | Granada                                                   | 83.º                                                      | Santa María                                               | 1 521                                                     | Nueva Segovia                                             |
| 21.º                                                      | San Ramón                                                 | 5 704                                                     | Matagalpa                                                 | 84.º                                                      | Ocotal                                                    | 1 515                                                     | Nueva Segovia                                             |
| 22.º                                                      | La Concepción                                             | 5 540                                                     | Masaya                                                    | 85.º                                                      | Buenos Aires                                              | 1 513                                                     | Rivas                                                     |
| 23.º                                                      | Somoto                                                    | 5 510                                                     | Madriz                                                    | 86.º                                                      | Morrito                                                   | 1 468                                                     | Río San Juan                                              |
| 24.º                                                      | Masatepe                                                  | 5 332                                                     | Masaya                                                    | 87.º                                                      | Villanueva                                                | 1 447                                                     | Chinandega                                                |
| 25.º                                                      | Chichigalpa                                               | 5 319                                                     | Chinandega                                                | 88.º                                                      | Cinco Pinos                                               | 1 424                                                     | Chinandega                                                |
| 26.º                                                      | Acoyapa                                                   | 5 215                                                     | Chontales                                                 | 89.º                                                      | San Francisco Libre                                       | 1 396                                                     | Managua                                                   |
| 27.º                                                      | Larreynaga                                                | 5 214                                                     | León                                                      | 90.º                                                      | Corinto                                                   | 1 380                                                     | Chinandega                                                |
| 28.º                                                      | El Rama                                                   | 4 807                                                     | Zelaya                                                    | 91.º                                                      | Altagracia                                                | 1 377                                                     | Rivas                                                     |
| 29.º                                                      | Condega                                                   | 4 615                                                     | Estelí                                                    | 92.º                                                      | San Carlos                                                | 1 343                                                     | Río San Juan                                              |
| 30.º                                                      | Teustepe                                                  | 4 592                                                     | Boaco                                                     | 93.º                                                      | Nandasmo                                                  | 1 271                                                     | Masaya                                                    |
| 31.º                                                      | Telpaneca                                                 | 4 476                                                     | Madriz                                                    | 94.º                                                      | San Pedro del Norte                                       | 1 219                                                     | Chinandega                                                |
| 32.º                                                      | La Trinidad                                               | 4 370                                                     | Estelí                                                    | 95.º                                                      | Villa El Carmen                                           | 1 210                                                     | Managua                                                   |
| 33.º                                                      | Puerto Cabezas                                            | 4 246                                                     | Zelaya                                                    | 96.º                                                      | Santo Tomás                                               | 1 165                                                     | Chontales                                                 |
| 34.º                                                      | Comalapa                                                  | 4 208                                                     | Chontales                                                 | 97.º                                                      | Mozonte                                                   | 1 163                                                     | Nueva Segovia                                             |
| 35.º                                                      | Diriomo                                                   | 4 181                                                     | Granada                                                   | 98.º                                                      | Jalapa                                                    | 1 149                                                     | Nueva Segovia                                             |
| 36.º                                                      | Pueblo Nuevo                                              | 4 127                                                     | Estelí                                                    | 99.º                                                      | Muy Muy                                                   | 1 125                                                     | Matagalpa                                                 |
| 37.º                                                      | San Rafael del Norte                                      | 4 086                                                     | Jinotega                                                  | 100.º                                                     | Catarina                                                  | 1 121                                                     | Masaya                                                    |
| 38.º                                                      | Cabo Gracias a Dios                                       | 3 787                                                     | Zelaya                                                    | 101.º                                                     | Villa Sandino                                             | 1 081                                                     | Chontales                                                 |
| 39.º                                                      | San Lorenzo                                               | 3 591                                                     | Boaco                                                     | 102.º                                                     | San Juan del Sur                                          | 1 032                                                     | Rivas                                                     |
| 40.º                                                      | Santa Teresa                                              | 3 529                                                     | Carazo                                                    | 103.º                                                     | Yalagüina                                                 | 1 013                                                     | Madriz                                                    |
| 41.º                                                      | La Libertad                                               | 3 421                                                     | Chontales                                                 | 104.º                                                     | La Conquista                                              | 1 003                                                     | Carazo                                                    |
| 42.º                                                      | Nagarote                                                  | 3 367                                                     | León                                                      | 105.º                                                     | San Francisco del Norte                                   | 976                                                       | Chinandega                                                |
| 43.º                                                      | San Rafael del Sur                                        | 3 320                                                     | Managua                                                   | 106.º                                                     | San Sebastián de Yalí                                     | 935                                                       | Jinotega                                                  |
| 44.º                                                      | El Jícaro                                                 | 3 250                                                     | Nueva Segovia                                             | 107.º                                                     | Puerto Morazán                                            | 920                                                       | Chinandega                                                |
| 45.º                                                      | La Concordia                                              | 3 171                                                     | Jinotega                                                  | 108.º                                                     | San Miguelito                                             | 862                                                       | Río San Juan                                              |
| 46.º                                                      | San Marcos                                                | 3 151                                                     | Carazo                                                    | 109.º                                                     | Palacagüina                                               | 832                                                       | Madriz                                                    |
| 47.º                                                      | Belén                                                     | 3 109                                                     | Rivas                                                     | 110.º                                                     | Dolores                                                   | 802                                                       | Carazo                                                    |
| 48.º                                                      | El Sauce                                                  | 3 045                                                     | León                                                      | 111.º                                                     | Santo Tomás del Norte                                     | 798                                                       | Chinandega                                                |
| 49.º                                                      | Totogalpa                                                 | 2 965                                                     | Madriz                                                    | 112.º                                                     | Macuelizo                                                 | 740                                                       | Nueva Segovia                                             |
| 50.º                                                      | Tipitapa                                                  | 2 956                                                     | Managua                                                   | 113.º                                                     | La Paz de Oriente                                         | 686                                                       | Carazo                                                    |
| 51.º                                                      | San Isidro                                                | 2 899                                                     | Matagalpa                                                 | 114.º                                                     | Mateare                                                   | 660                                                       | Managua                                                   |
| 52.º                                                      | Terrabona                                                 | 2 836                                                     | Matagalpa                                                 | 115.º                                                     | El Realejo                                                | 638                                                       | Chinandega                                                |
| 53.º                                                      | Telica                                                    | 2 801                                                     | León                                                      | 116.º                                                     | Murra                                                     | 632                                                       | Nueva Segovia                                             |
| 54.º                                                      | Nindirí                                                   | 2 770                                                     | Masaya                                                    | 117.º                                                     | Ciudad Antigua                                            | 603                                                       | Nueva Segovia                                             |
| 55.º                                                      | Tola                                                      | 2 742                                                     | Rivas                                                     | 118.º                                                     | Dipilto                                                   | 598                                                       | Nueva Segovia                                             |
| 56.º                                                      | La Cruz de Río Grande                                     | 2 672                                                     | Zelaya                                                    | 119.º                                                     | El Rosario                                                | 563                                                       | Carazo                                                    |
| 57.º                                                      | Santa Rosa del Peñón                                      | 2 585                                                     | León                                                      | 120.º                                                     | Corn Island                                               | 523                                                       | Zelaya                                                    |
| 58.º                                                      | Posoltega                                                 | 2 482                                                     | Chinandega                                                | 121.º                                                     | San Fernando                                              | 520                                                       | Nueva Segovia                                             |
| 59.º                                                      | Somotillo                                                 | 2 377                                                     | Chinandega                                                | 122.º                                                     | San Juan de Oriente                                       | 504                                                       | Masaya                                                    |
| 60.º                                                      | San Lucas                                                 | 2 347                                                     | Madriz                                                    | 123.º                                                     | Cárdenas                                                  | 500                                                       | Rivas                                                     |
| 61.º                                                      | Moyogalpa                                                 | 2 300                                                     | Rivas                                                     | 124.º                                                     | San Juan del Norte                                        | 500                                                       | Río San Juan                                              |
| 62.º                                                      | Niquinohomo                                               | 2 238                                                     | Masaya                                                    | 125.º                                                     | Las Sabanas                                               | 408                                                       | Madriz                                                    |
| 63.º                                                      | San Nicolás                                               | 2 225                                                     | León                                                      | Total                                                     | Total                                                     | 501 849                                                   | Nicaragua                                                 |